# Olivia Dean
Olivia Lauryn Dean (* 14. März 1999 in London) ist eine englische Neo-Soul-Sängerin. Ende der 2010er Jahre trat sie erstmals als Sängerin für Rudimental in Erscheinung, bevor sie eine Solokarriere startete. 2023 hatte sie mit ihrem Album Messy einen internationalen Erfolg.

## Biografie
Olivia Dean wurde im Norden Londons geboren und wuchs in Walthamstow auf. Als 18-Jährige wurde sie von der Band Rudimental eingeladen, bei einem Festivalauftritt den Part von Emeli Sandé in ihrem Hitsong Free zu übernehmen. Daraus folgte der gemeinsam aufgenommene Song Adrenaline, der als Bonustrack auf ihrem nächsten Album erschien. Im Jahr 2018 veröffentlichte sie auch ihre erste eigene Single Reason to Stay.
Danach nahm sie das Label AMF Music unter Vertrag und veröffentlichte im Jahr darauf ihre erste EP mit dem Titel Ok Love You Bye. Der Titelsong erreichte eine siebenstellige Zahl an Abrufen. Das Majorlabel EMI stieg ein und brachte Ende 2020 die zweite EP What Am I Gonna Do on Sundays? heraus. Obwohl der darauf enthaltene Song The Hardest Part wieder millionenfach abgerufen wurde, brachte er keinen Chartdurchbruch. Nach einer weiteren EP nahm sie Ende 2021 den Weihnachtsklassiker The Christmas Song mit Orchesterbegleitung auf. Damit erreichte sie zum Jahreswechsel ihre erste Platzierung in den britischen Singlecharts.
Sie veröffentlichte weiter Singles und bereitete für 2023 ihr erstes Album vor. Den Song The Hardest Part nahm sie davor ein weiteres Mal zusammen mit Leon Bridges auf und bekam dafür größere Aufmerksamkeit. Ende Juni erschien das Debütalbum Messy und stieg auf Platz 4 der britischen Charts ein. Auch in mehreren Ländern auf dem europäischen Kontinente kam es in die Hitparaden, darunter die Schweiz und Frankreich. Das Album wurde von der Kritik gelobt und gehörte zu den Nominierungen für den Mercury Prize für das beste britische Album des Jahres. Bei den BRIT Awards 2024 erhielt sie selbst drei Nominierungen, unter anderem in der Kategorie für den britischen Künstler des Jahres. Bei Sound of 2024 wurde sie auf Platz 2 gewählt.

## Diskografie
Alben
- Messy (2023)
- Live at Eventim Apollo (Livealbum, 2024)

EPs
- Ok Love You Bye (2019)
- What Am I Gonna Do on Sundays? (2020)
- Olivia Dean If You Know What I Mean (2021)
- Growth (2021)
- Ladies Room (2023)

Lieder
- Reason to Stay (2018)
- Ok Love You Bye (2019, UK: Silber)
- Password Change (2019)
- The Hardest Part (2020, UK: Gold)
- The Christmas Song (2021)
- Danger (2022)
- UFO (2023)
- Dive (2023)
- The Hardest Part (Neuaufnahme featuring Leon Bridges, 2023)
- Ladies Room (2023)
- Touching Toes (2024)
- Nice to Each Other (2025)
- Rein Me In (Sam Fender featuring Olivia Dean, 2025)
- Lady Lady (2025)